# Mireia Vehí i Cantenys
Mireia Vehí i Cantenys (Vilafant, 1985) és una sociòloga, activista i política catalana, diputada al Congrés dels Diputats des de 2019. Va ser diputada al Parlament de Catalunya entre 2016 i 2018 per la Candidatura d'Unitat Popular (CUP).

## Biografia
Va néixer l'any 1985 a la localitat empordanesa de Vilafant. És filla d'Agustí Vehí, sotsinspector de la guàrdia urbana de Figueres, i Consol Cantenys, alcaldessa de Vilafant pel PSC des de 2009, i germana gran de Pau i Laia Vehí, cantants del duet musical North State. Es va llicenciar en sociologia el 2010 per la Universitat de Granada. Amb una àmplia trajectòria activista, va participar en el moviment okupa de la ciutat andalusa. Després va iniciar un postgrau en Societats Africanes i Desenvolupament a la Universitat Pompeu Fabra i un màster en Dones, Gènere i Ciutadania a l'Institut Interuniversitari d'Estudis de Dones i Gènere. És membre de la junta del Centre d'Estudis Africans i Interculturals i representant de la campanya Tanquem els CIE.

## Trajectòria
Inicis com a militant del moviment autònom okupa i llibertari. Militant a la CUP des de 2015, va ser inclosa en el número 8 de la llista del partit per Barcelona de cara a les eleccions al Parlament de Catalunya de setembre de 2015. Es va convertir en diputada el gener de 2016, cobrint una de les vacants creades per les renúncies de Julià de Jòdar, Josep Manel Busqueta i Antonio Baños. Amb acta parlamentària durant la resta de la legislatura, posteriorment formà part del Secretariat Nacional del partit. Considerada com pròxima a Endavant, l'octubre de 2019 fou proposada a la militància com a cap de llista per Barcelona al Congrés dels Diputats en les eleccions generals espanyoles de novembre de 2019, i resultà electa.

## Publicacions
- Amnistia. Propostes per a un debat necessari. Manresa: Tigre de Paper Edicions, 2021. ISBN 978-84-18705-02-1.[16]